# Interferencija valova
Interferencija valova je međudjelovanje dvaju ili više valova (redovito jednake valne duljine) koji istodobno prolaze kroz isti prostor. Zbiva se kod svih valova (mehaničkih, elektromagnetskih, valova na vodi) i općenito kod svih periodičkih gibanja. Amplituda rezultantnoga vala može biti veća ili manja od amplituda pojedinih izvornih valova, što ovisi o odnosu među njihovim fazama. Na primjer dva interferirajuća vala jednake valne duljine, amplitude i faze pojačavaju se, a ako su jedan prema drugom u fazi pomaknuti za polovicu valne duljine, njihovo se djelovanje poništava. Interferencija se može zapaziti samo ako u svakoj točki prostora u kojem se šire interferirajući valovi postoji stalna razlika u fazi među tim valovima (uvjet koherentnosti), jer se time osigurava stalni prostorni raspored minimuma i maksimuma rezultantnoga vala (interferencijska slika). Newtonovi kolobari i pruge interferencije primjeri su interferencijskih slika nastalih slaganjem koherentnih snopova svjetlosti. Budući da razmaci među minimumima i maksimumima interferencijske slike ovise o valnoj duljini interferirajućih valova, moguće je, mjereći te razmake, odrediti valnu duljinu; obrnuto, kada se poznaje valna duljina, mogu se odrediti i razmaci.

## Objašnjenje
Promatranjem valova na moru vidimo često kako se jedan val prelijeva preko drugoga. Na jednom mjestu sastaju se dakle 2 različita vala, te čestice sredstva primaju energiju titranja od 2 različita izvora. U tom slučaju dolazi do zbrajanja ili superpozicije titraja na tom mjestu. Ta se superpozicija titraja zove ukrštavanje ili interferencija valova. Tipični slučajevi su:
- interferencija 2 linearnih valova iste valne duljine, iste frekvencije, iste amplitude i iste faze daje rezultirajući val koji se dobije tako da im se amplitude algebarski zbroje. Valovi se u tom slučaju pojačavaju;
- interferencija 2 linearnih valova iste valne duljine, iste frekvencije, a različite amplitude s pomakom faze od polovine valne duljine poništava valove;
- interferencija 2 linearnih valova iste valne duljine, iste frekvencije, te iste amplitude s pomakom faze od polovine valne duljine, daje oslabljeni val tako da im se amplitude odbijaju;
- interferencija 2 linearnih valova iste valne duljine, iste frekvencije, a različite amplitude s bilo kojim pomakom faze daje rezultirajući val tako da im se amplitude algebarski zbroje.

Prema tome, interferencijom valova koji se šire, na primjer po površini vode nastaju valovi različitog oblika. Na onim mjestima gdje se sastaju valovi u fazi, to jest brijeg s brijegom, a dol s dolom, nastaje pojačanje, a na onim mjestima gdje se sastaju valovi u protufazi, to jest brijeg s dolom, valovi se slabe ili ukidaju. Interferencijom valova različitih amplituda i frekvencija nastaju valovi različitih valnih duljina i zamršenih oblika.

## Interferometar
Interferometar je mjerni instrument koji elektromagnetske ili mehaničke valove izvora prima s pomoću dvaju ili više objektiva (detektora) pa se s pomoću pruga interferencije valova provode precizna mjerenja. Prvi interferometar primijenio je Thomas Young u pokusu (1805.) kojim je istraživao prirodu svjetlosti. Značajan doprinos razvoju interferometara dao je Albert Abraham Michelson: on je s pomoću interferometra (1877.) pokušao izmjeriti brzinu svjetlosti, s Edwardom Williamsom Morleyjem je (1887.) dokazao nepostojanje etera. Unaprijedio je i optičke astronomske interferometre kojima je mjerio promjere zvijezda. Polovicom 20. stoljeća, po načelima optičke interferometrije, konstruirani su radiointerferometri sastavljeni od dvaju i više radio teleskopa kojima je izbjegnuta gradnja velikih antena i znatno povećano kutno razlučivanje (dugobazična interferometrija). Danas se optički interferometri širko koriste za brojne namjene u spektroskopiji, astronomiji, fizici, geodeziji i drugim znanostima, industriji i drugo. Ultrazvučni interferometri omogućavaju precizno određivanje brzina ultrazvuka u tekućinama.

### Dugobazična interferometrija
Dugobazična interferometrija ili VLBI (akronim od engl. Very Long Baseline Interferometry: interferometar s vrlo dugačkom bazom) je vrsta astronomske interferometrije, koja se koristi u radio astronomiji, a predstavlja uporabu međusobno povezanih i pažljivo koordiniranih radio teleskopa razmještenih širom svijeta, tako da djeluju kao jedan. Ona omogućuje istovremeno promatranje s više radio teleskopa, tako da obradom podataka dobijemo promatranje kao da je vršeno jednim radio teleskopom, veličine kao razmak između njih. 
Utvrđivanje postojanja radioizvora, najčešće izvora čiji su signali vrlo slabi i postizanje što veće rezolucije kod radio teleskopa je ograničeno. Zbog povećanja kutnog razlučivanja (rezolucije) i određivanja strukture vrlo slabih izvangalaktičkih radioizvora, astronomi su sredinom 1960-tih, po načelima optičke interferometrije, konstruirali radio interferometre.
Konstrukcijom radiointerferometara, sustava od dva ili više radio teleskopa, duljina baze (udaljenost između antena) jednaka je efektivnom promjeru radio teleskopa. Na taj je način izbjegnuta gradnja velikih antena, a znatno je povećano kutno razlučivanje (rezolucija). U prvim su interferometrijskim mjerenjima (engl. Short Baseline Interferometry – SBI), radiosignali primani prijamnicima s oscilatorom i preko kabela prenošeni u središnju korelacijsku stanicu. Udruživanje teleskopa pri promatranju na primjer kvazara ili praćenju svemirske letjelice Cassini-Huygens prilikom pada u atmosferu Titana, omogućava znatno povećanje razlučivanja.

## Polarizacija i interferencija svjetlosti
Kod longitudinalnih valova, na primjer zvuka, titranja se zbivaju u smjeru širenja vala, pa su i sve ravnine koje prolaze kroz zraku vala jednake. Godine 1717. otkrio je I. Newton polarizaciju svjetlosti. Budući da je kao moguću pretpostavku uzimao samo longitudinalne valove, zanemario je cjelokupnu teoriju svjetlosti. Newtonov je zaključak bio utoliko pogrešan što nije mislio na transverzalne valove. Polarizacija je moguća kod transverzalnih valova gdje se titranja vrše okomito na smjer širenja. Tu je na primjer ravnina u kojoj titra električno polje istaknuta pred drugom. Transverzalnost valova svjetlosti vidi se najbolje kad se polarizirani val pušta kroz osobiti val, na primjer Nicolovu prizmu. Već prema tome kako vrtimo kristal oko njegove osi, koja se podudara sa zrakom svjetlosti, mijenja se jakost (intenzitet) svjetlosti. Kod određene orijentacije (smjera) kristala svjetlost je najjača, a okomito na to sasvim se ugasi. Nicolova prizma propušta električna titranja samo jednog smjera; ako komponenta električnog polja u tom smjeru iščezava, kristal je za svjetlost nepropustan. 
Ako vektor električnog polja titra stalno u jednom pravcu, tada kažemo za val, da je linearno polariziran. Općenitiji je slučaj ako električno polje titra u ravnini okomitoj na zraku vala. U ravnini x, y, koja stoji okomito na smjer širenja vala, možemo općenito titranje električnog vektora sastaviti od dva linearna titranja u smjeru y i z:
{\displaystyle E_{y}=a_{1}\cdot \cos(2\cdot \pi \cdot f\cdot t+\alpha _{1})}
{\displaystyle E_{z}=a_{2}\cdot \cos(2\cdot \pi \cdot f\cdot t+\alpha _{2})}
Ey ide od - a1 do + a1, a Ez od - a2 do + a2. Vršak vektora opisuje elipsu. Ova elipsa se pretvara u ravnu crtu ako je α1 = α2. Eliptično titranje sadrži, dakle, kao specijalan slučaj linearno titranje.
Drugi važan slučaj je kružno ili cirkularno titranje. Ako stavimo da su amplitude u y i z smjeru jednake, a osim toga da između njih postoji fazna razlika od π/2 (90°), tada elipsa prelazi u kružnicu. Dva su moguća kružna titranja. Prvo:
{\displaystyle E_{y}=a\cdot \cos(2\cdot \pi \cdot f\cdot t)}
{\displaystyle E_{z}=a\cdot \sin(2\cdot \pi \cdot f\cdot t)}
i zove se lijevo kružno titranje, a drugo:
{\displaystyle E_{y}=a\cdot \cos(2\cdot \pi \cdot f\cdot t)}
{\displaystyle E_{z}=-\,a\cdot \sin(2\cdot \pi \cdot f\cdot t)}
desno kružno titranje. Smisao vrtnje "lijevo" i "desno" ne uzima se prema smjeru širenja vala, nego prema smjeru pogleda, dakle upravo obrnuto. 
Već prema tome kako su pobuđeni, atomi emitiraju eliptično polariziranu, linearno polariziranu i kružno (cirkularno) polariziranu svjetlost. Sve 3 vrste polarizacije mogu se jednostavno pokusima ustanoviti. Ako je svjetlost kružno polarizirana, dobivamo uvijek istu jakost (intenzitet) svjetlosti, kako god vrtjeli Nicolovu prizmu. 
Što se dešava kod linearno polarizirane svjetlosti, rečeno je prije. Već prema tome kako vrtimo kristal oko njegove osi, koja se podudara sa zrakom svjetlosti, mijenja se jakost (intenzitet) svjetlosti. Kod određene orijentacije kristala svjetlost je najjača, a okomito na to sasvim se ugasi. Nicolova prizma propušta električna titranja samo jednog smjera; ako komponenta električnog polja u tom smjeru iščezava, kristal je za svjetlost nepropustan.
Eliptično polarizirano svjetlo predstavlja opći slučaj, koji se ne da svesti ni na jedan od prijašnjih.
Svjetlost koja dopire do nas od neke svjetiljke sastavljena je od golemog broja valova koje emitiraju pojedini atomi. Svaki atom, poput bljeska, izrači jedan osnovni niz valova. Svaki osnovni niz valova ima određenu valnu duljinu. Pokusima se može ustanoviti da titranje atoma u toku emisije traje oko 10-8 sekundi. Za to vrijeme širi se od atoma val s brzinom od 3∙108 m/s, pa prevali duljinu od 10-8 s∙3∙108 m/s. Osnovni niz valova, emitiran od atoma, dug je dakle oko 3 metra. Taj niz valova zovemo još koherentnim, što latinski znači zglobljen, očvrsnut, to jest takav niz valova drži se sam sobom kao cjelina. 
Valovi što ih emitiraju atomi jesu polarizirani. Smjer polarizacije određuje električni vektor. Uzmimo zbog jednostavnosti da je val linearno polariziran. U relativno malim područjima možemo osnovni val prikazati ravnim valom:
{\displaystyle E=a\cdot \cos(2\cdot \pi \cdot {\frac {x-c\cdot t}{\lambda }}+\alpha )}
Vektor a daje iznos amplitude i smjer linearnog titranja.
Jakost ili intenzitet svjetlosti mjerimo energijom koja u sekundi pada na 1 m2. Poyntingov vektor iznosi:
{\displaystyle P={\frac {c}{4\cdot \pi }}\cdot E^{2}}
Kad se dva vala spoje, rezultanta njihova polja jednaka je E1 + E2. Prema tome je jakost složenog vala jednaka:
{\displaystyle P={\frac {c}{4\cdot \pi }}\cdot (\mathbf {E} _{1}+\mathbf {E} _{2})^{2}={\frac {c}{4\cdot \pi }}\cdot (E_{1}^{2}+E_{2}^{2}+2\cdot \mathbf {E} _{1}\cdot \mathbf {E} _{2})}
Jakost složenog vala nije dakle jednak zbroju jakosti pojedinih valova, nego tom zbroju dolazi interferentni član, proporcionalan skalarnom umnošku:
{\displaystyle \mathbf {E} _{1}\cdot \mathbf {E} _{2}=E_{1}\cdot E_{2}\cdot \cos \phi }
Ako su oba električna polja jednaka, ali su suprotnog smjera, ovaj interferentni član čini da se cjelokupna jakost poništava. Pojava umnoška E1∙E2 svojstvena je za valna gibanja i daje svu duboku razliku prema strujama čestica (korpuskula). Kod korpuskularnih struja ukupna jakost bila bi jednaka zbroju jakosti pojedinih zraka. Pridoda li se jatu od 1000 čestica još 1000 čestica, to ide jato od 2000 čestica, pa je i struja dva puta jača. Samo kod valova se može dogoditi da ukupna jakost bude manja. Interferencija je u biti prouzrokovana time, što se kod valova zbrajaju titranja polja, a ta se mogu uzajamno pojačati i oslabiti. Načelom interferencije objasnio je T. Young 1802. raznobojne prstenove i pruge koji nastaju prolazom svjetlosti kroz tanka stakla. Youngovo tumačenje interferencije dalo je moćan poticaj razvoju valne teorije svjetlosti.
Razmotrimo dva vala, koja titraju u istom smjeru. Smjer širenja je na x osi, smjer električnog polja obaju valova leži na y osi. Interferentni član je jednak:
{\displaystyle 2\cdot a_{1}\cdot a_{2}\cdot \cos(2\cdot \pi \cdot {\frac {x-c\cdot t}{\lambda _{1}}}+\alpha _{1})\cdot \cos(2\cdot \pi \cdot {\frac {x-c\cdot t}{\lambda _{2}}}+\alpha _{2})}
S a1 i a2 označili smo amplitude obaju valova. Očito je da naše oko, kao i naši makroskopski optički aparati, mogu motriti samo prosječnu vrijednost interferentnog člana u razmjerno dugom vremenu. No odmah vidimo, da će ova prosječna vrijednost biti samo onda različita od nule, ako oba vala imaju potpuno jednaku valnu duljinu. Takve dvije zrake svjetlosti, koje su sposobne da interferiraju, zovu se koherentne.
Koherentnu svjetlost možemo u pokusu dobiti tako, da svjetlost, koja dolazi od nekog izvora na umjetan način razdijelimo u dva snopa, pa zatim takva dva snopa među sobom ponovo spojimo. Taj osnovni niz valova od nekog atoma interferira sa samim sobom. Uzme li s druge strane svjetlost od dva različita izvora, tad se neće opaziti interferencija. U tom slučaju nikad se ne mogu dobiti dva vala koja jednako titraju. Već sićušna razlika u valnoj duljini dosta je da prosječna vrijednost interferentnog člana iščezne. Najjednostavniji način kako da se proizvede koherentna svjetlost i interferentne pojave predstavljaju slavni Fresnelovi pokusi iz 1822. kojima je on srušio korpuskularnu teoriju svjetlosti i pribavio pobjedu valnoj teoriji svjetlosti. 
Fresnelov pokus nije, naravno, prikladan za točno mjerenje valnih duljina svjetlosti. Umjesto debelih pruga trebale bi se dobiti oštre linije. To se postiže na taj način da se najprije snop svjetlosti razdijeli na velik broj snopova, pa zatim da se ti snopovi ponovo sastave. Mjesta oštrih interferentnih crta dana su uvjetom da tamo dolaze sve zrake s razlikom od cijelog broja valnih duljina. To se postiže s planparalelnim staklenim pločama. Paralelne zrake koje izlaze iz staklene ploče skupe se u jedan snop pomoću optičke leće. Razlika puta između raznih zraka može se odmah izračunati. Ako ta razlika oznosi cijeli broj valnih duljina, leća baca oštru crtu. Točnost ovakvih mjerenja dostiže 0,001 AJ.

## Vanjske poveznice
|  | Zajednički poslužitelj ima još gradiva o temi Interferencija valova |